# طاهر باشا الكرياني
طاهر باشا الكرياني هو سياسي عثماني شغل منصب والي في الدولة العثمانية.

## مناصبه
تولى المناصب التالية:
- والي الموصل (1910–1912)